# Passeio Ciclístico de Guanambi
O Passeio Ciclístico de Guanambi é um movimento desportista promovido pelo Rotary Club, Casa da Amizade e Rotaract Clube de Guanambi, desde 1990, no qual é o maior do Brasil, reunindo cerca de 14 mil pessoas no evento.[carece de fontes?]
O movimento esta no vigésimo sétimo ano de realização no ano de 2017.
Com saída da Praça Henrique Pereira Donato (Praça do Feijão) seguindo a avenida Santos Dumont (trevo do Guarujá) avenida governador Nilo Coelho (rodoviária), avenida prefeito José Neves Teixeira e por fim o Parque de Exposição Gersino Coelho, onde de costume os dois portões são abertos para a entrada dos ciclistas. No parque, os ciclistas são recebidos por tradicionais shows de bandas regionais. Antes da saída há apresentação de ginástica aeróbica por alunos da Universidade do Estado da Bahia (UNEB), Campus XII.
O Passeio Ciclístico de Guanambi chama a atenção para a importância do esporte em nossas vidas. O movimento chama a atenção dos meios de comunicação local, rádios, televisão e jornais.